# Коауилтеки
Коауилтеки е колективно име за индианското коренно население на южен Тексас и североизточно Мексико.
Низините на североизточната част на Мексико и прилежащите части на Южен Тексас били обитавани в миналото от стотици малки, автономни и с характерни имена местни индиански групи, повечето от които били предимно ловци-събирачи. По време на испанския колониален период тези групи били прогонени от традиционните им земи от идващите от юг европейци и от апачите от север.

## Територия и идентификация
В ранните испански документи почти няма никакви данни за техния живот и култура. Етноисторици и антрополози вярват, че регионът е бил зает от множество малки индиански групи, които говорели близки диалекти на един език и споделяли еднаква култура. Тези групи живели в района от двете страни на Рио Гранде, от Ийгъл Пас на север до делтата на реката на юг и от Река Гуаделупе в Тексас, до североизточна Коауила и в по-голямата част на Нуево Леон и Тамаулипас, чак до източните склонове на Източна Сиера Мадре. В този регион в продължение на 350 години са записани над 1000 имена на етнически групи. Две или повече имена в различни документи се отнасят до една и съща група. Имената на някои групи се срещат в ограничен брой документи. Поради това днес учените не могат да установят идентичността на всяка група, за което допринася и ранното им изчезване и смесването на оцелелите групи в испанските мисии. Най-обширна информация за тези групи и техните имена идва от архивите на Нуево Леон. Остава неизвестно кои и колко групи са класифицирани като коауилтеко. Повечето от тези групи губят своята идентичност в испанските мисии, където се смесват с други етнически групи. През 17-и и 18 век техните имена изчезват едно по едно от записите. Изчезването им е в резултат на висока смъртност от епидемии, от войни и от миграцията на външни хора в земите им. Последен бастион на етническа идентичност стават испанските мисии и малките популации около испанските и мексиканските градчета.

## Експедиции на Масанет и Гарсия
Единствената по-обстойна информация за коауилтеко говорещите групи идва от двама мисионери, Дамян Масанет и Бартоломе Гарсия. През 1690 – 1691 г. Масанет пътува на североизток от мисия близо до Кандела в източна Коауила, до Сан Антонио в Тексас. По пътя записва имената на 39 етнически групи. Според Масанет тези групи говорят близък език, определен като коауилтеко. Езикът Коауилтеко бил доминиращ в областта посетена от Масанет, поради което се смята, че всяка от групите записани от него говорели този език. След 1690 г. районът посетен от Масанет е завзет от апачите и всички местни групи се изместват на юг.
През 1760 г. Бартоломе Гарсия записва имената на 18 групи в Южен Тексас и североизточна Коауила, които говорели езика Коауилтеко. Но на някои от тези групи оригиналният език не е бил Коауилтеко. Гарсия споменава, че само в 4 от групите младите хора говорели този език. По това време езикът Коауилтеко е доминиращ в испанските мисии в региона и всички индианци живеещи в тях говорели този език.
Имената на групите записани от Масанет и Гарсия са:
Агуапалам, Ано, Апаиси, Атахал, Кауя, Чаюопин, Гейер, Хуанка, Манисо, Мескал, Окана, Паак, Паачикуи, Пакао, Пачал, Пачаку, Пакоа, Пакпул, Пачуаче, Пахалат, Памая, Пампопа, Папанак, Пасталока, Патагуо, Патзау, Посане, Паяя, Паюгуан, Патахай, Пулакуам, Куем, Самампак, Сампанал, Санаку, Саракуам, Семонан, Сиагуан, Сонаян, Такаме, Тилихае, Йорико.
Към тях впоследствие са добавени други имена на групи, които вероятно са говорели езика Коауилтеко:
Агуастая, Аркахомо, Качопостал, Мескит, Пастия, Патакал, Патумако, Питалак, Сакуаче, Сикуипил, Сулухом, Тилпакопал, Тепакуаче.

## Класификация
Първите опити за класификация на Коауилтеко говорещите групи, базирани на езика са направени след изчезването на повечето от тях. В средата на 19 век мексикански лингвисти определят повечето от групите като коауилтеко, тъй като вярват че всички групи говорят различни диалекти на един език разпространен в Коауила и Тексас. За улеснение днес учените са разделили коауилтекската територия на 15 регионални области, което не се отнася до струпването на население в тези области, а до информацията оставена в ранните документи.
1. Областта на непланинския район на Коауила, на север отвъд Рио Гранде, до южната част на платото Едуардс – в този район са записани имената на 49 групи през 17 век, които днес не могат да бъдат идентифицирани.
2. Областта обхващаща части от Гереро и Коауила, на североизток до Сан Антонио и Рио Фрио – в този район през 17 век испанските пътешественици записват имената на 33 местни групи. Повечето от тях са отбелязани на Рио Гранде, Нуесес и Рио Фрио. През 17 век повечето от тях се преместват далеч на Рио Гранде и на Рио Сабинас в Коауила. Според Масанет повечето от тези групи говорели езика Коауилтеко.
3. Тази област включва 19 групи центрирани южно от Сан Антонио в Тексас. Живели между горната половина на река Сан Антонио и двата големи завоя на Рио Нуесес. За повечето от тези групи се предполага, че са говорели езика Коауилтеко.
4. Областта обхваща района между долната част на река Гуаделупе и Рио Нуесес в Южен Тексас. През 1534 – 1535 г. Кабеса де Вака записва имената на 15 местни групи, живеещи тук. През 18 век са зааписани имената на други 16 групи, от които само една се идентифицира със споменатите от Кабеса де Вака. Някои от групите от 18 век са класифицирани като предполагаеми коауилтеко говорещи.
5. Областта включва най-северните части на Нуево Леон и прилежащите части на Коауила. В този район са отбелязани имената на 14 групи, за които се предполага, че са говорели езика Коауилтеко.
6. Тази област включва долината на Рио Гранде, от Майор де Ларедо. В този район са записани имената на няколко групи в средата на 18 век. Повечето от тези имена са испански, тъй като техните оригинални имена не са известни.
7. Областта включва част от долната част на долината на Рио Гранде. Имената на 13-те групи записани в този район са испански представени в мисиите Рейноса и Камарго преди 1730 г.
8. Тази област се простира около делтата на Рио Гранде. В този район са записани имената на 34 групи, за които се предполага, че са говорели езика Котонаме.
9. Между 1750 г. и 1760 г. 7 групи живеят в долната част на Рио Сан Фернандо и по близките брегове на лагуната Мадре в северен Тамаулипас. От тях Пинто се изместват на запад, а комеркудо се преместват на север през 19 век. На Рио Гранде комеркудо са наречени Мулато де Каризо. Тук е бил записан и част от езика им.
10. Областта включва планините около град Сан Карлос в Тамаулипас. В този район са записани имената на 16 местни групи.
11. Между 1747 г. и 1750 г. имената на 5 групи са записани в района около устието на Сото де Марина и крайбрежието на Тамаулипас.
12. Областта включва северните части на Сиера де Тамаулипас, източно от Суидад Виктория. В този район са записани имената на 24 групи през 18 век, 5 от които са записани с името на характерната земеделска култура, която отглеждали.
13. Областта обхваща южните части на Сиера де Тамаулипас, където в средата на 18 век са записани имената на 10 групи, 4 от които са записани с името на характерната култура, която отглеждали.
14. Надолу по крайбрежието на Южен Тамаулипас, южно от устието на Сото де Марина са записани имената на 11 местни групи през 1750-те.

През 17 и 18 век повечето от групите записани в тези области изчезват. В началото на 19 век в различни документи се появяват имената на няколко етнически групи, а от 1900 г. всички те изчезват. През 1981 г. потомци на някои от тези общности са регистрирани в Мексико и Тексас.

## Култура
Сведенията оставени от Масанет и Гарсия, и от архивите на мисиите, както и други ранни документи не дават почти никаква информация за тези групи, освен за имената им. Нищо не е известно за начина на живот и култура на тези групи. Някаква що годе сносна информация за културата им е оставена от Кабеса де Вака и Алонсо де Леон.
Кабеса де Вака, който прекарва 18 месеца (1533 – 1534) сред мариаме, едно от тези племена пише, че мариаме е една от 11 групи, които живеят в областта между долната част на реките Гуаделупе и Нуесес в Южен Тексас. Тези 11 групи споделяли обща култура. Около 9 месеца в годината мариаме прекарвали в долината на река Гуаделупе, а през останалото време, главно през лятото скитали далеч на югозапад, за да събират кактусови плодове и други диви растителни храни. Едно тяхно село било обитавано от около 200 души, а жилищата в селото не надвишавали 40 на брой. Всяко жилище било кръгло с островърх покрив покрит с тръстика. Покривът бил направен от 4 пръта вързани на върха и забити в земята. И прътите и тръстиката били взимани при преместване. Освен кактусови плодове и други диви плодове и различни растителни храни тези хора събирали още ларви и различни насекоми, ловяли риба и ловували елени и други животни в долината на река Гуаделупе.
В началната история на Нуево Леон се споменават имената на 231 местни индиански групи. Всяка от тях според Алонсо де Леон се занимавала с лов, риболов и събирачество. Живеели в малки села от около 15 кръгли жилища покрити с треви. В едно жилище живеели между 8 и 10 души. Домовете или части от тях не се взимали при преместване. Всички хора от тези групи имали почти еднакво облекло, декорация и украса на лицето и тялото. Мъжете ходели голи и не покривали с нищо слабините си. В някои групи мъжете носели заешки наметала. Жените покривали слабините си с треви или с две парчета еленова кожа. Етническата принадлежност се определяла по боите или по татуировките по лицето и тялото. Тази тяхна особеност е използвана от испанците да именуват групите като например „Барадос“, „Раядос“, „Пинто“.
Вследствие на сведенията от Кабеса де Вака и Алонсо де Леон може да се заключи, че всички групи си приличали по храната, която си набавяли с еднакви техники, по домовете, които строели, по оръжията, облеклото и украсите по лицето и тялото. Основните разлики между тях били в достъпните природни ресурси в даден район, тъй като всяка област се характеризира с различни природни дадености.